# 13 Geister
13 Geister (Originaltitel: Thirteen Ghosts oder THIR13EN GHOSTS) ist ein Horrorfilm aus dem Jahr 2001 von Regisseur Steve Beck. Es ist eine Neuverfilmung des 1960 veröffentlichten Films 13 Ghosts (deutscher Filmtitel: Das unheimliche Erbe).

## Handlung
Der 57-jährige Cyrus Kriticos jagt mithilfe modernster Technologie und einem Team von Spezialisten Geister. Besondere Brillen ermöglichen es, die toten Seelen sichtbar zu machen. Elf Geister hat Cyrus bereits gefangen. Der zwölfte Geist befindet sich auf einem Schrottplatz – zwar wird man seiner habhaft, jedoch sterben bei der Aktion viele Mitglieder des Teams. Cyrus Kriticos bleibt blutend und reglos auf einem Autowrack liegen.
Ein Anwalt eröffnet dem Mathematiklehrer Arthur Kriticos, dass sein Onkel Cyrus gestorben sei. Zudem wird Arthur mitgeteilt, dass er das Haus seines Onkels geerbt habe und dieses sofort in Besitz nehmen könne. Arthur käme ein solches Erbe sehr gelegen, da er mit Tochter Kathy, Sohn Bobby und Kindermädchen Maggie in einer viel zu kleinen Wohnung lebt. Seine Frau kam vor sechs Monaten bei einem Wohnungsbrand ums Leben, zudem plagen ihn Geldsorgen. Er steigt mit seinen Kindern und dem Kindermädchen ins Auto, um dem Wagen des Anwalts zu folgen. Nach Sonnenuntergang erreichen sie das einsam gelegene Haus. Vor dem Eingang wartet Dennis Rafkin, der eingelassen werden will, da er von den Stadtwerken sei. Tatsächlich ist Rafkin ein ehemaliger, medial begabter Mitarbeiter von Cyros Kriticos – er will sich das Geld holen, welches dieser ihm angeblich schuldig geblieben ist.
Kathy, Bobby und Maggie sind äußerst angetan von dem Gebäude, das wie ein extravagantes Museum wirkt und dessen Wände aus Glas bestehen. Auf den Scheiben befinden sich seltsame Schriftzüge. Dennis Rafkin begibt sich unter einem Vorwand in den Keller, wo schmerzhafte Visionen von ihm Besitz ergreifen. Außerdem erkennt er mit seiner Spezialbrille jene gefährlichen Geister, die hier gefangen gehalten werden. Entsetzt läuft er zu Arthur und dem Anwalt, um ihnen seine wahre Identität zu offenbaren und um sie zu warnen. Arthur ist beunruhigt, aber der Anwalt tut Rafkins Äußerungen als Gerede ab.
Der Anwalt begibt sich allein in den Keller, wo er einen Geldkoffer entdeckt. Als er diesen an sich nimmt, setzt er einen Mechanismus in Gang, der das Haus versiegelt und die Glaswände verschiebt. Verfolgt von einem Geist weicht der Anwalt zurück, dabei wird sein Körper von einer sich schließenden Glastür durchtrennt.
Die anderen sind inzwischen auf der Suche nach Bobby, der sich in dem labyrinthartigen Gebäude verlaufen hat. Nach und nach kommen die im Keller gefangenen Geister frei. Kathy wird attackiert und verletzt. Arthur gelingt es nicht, seiner Tochter zu helfen. Doch plötzlich taucht Kalina Oretzia auf, die den Geist zurückdrängt.
Kalina Oretzia behauptet, durch eine Öffnung ins Haus gelangt zu sein, die nun wieder verschlossen sei. Sie zeigt den anderen das Arkanum, ein Buch, das der Sterndeuter Basileus im 15. Jahrhundert geschrieben hat und eine Maschine beschreibt, mit der man in die Zukunft sehen kann. Cyrus habe diese Maschine gebaut – das ganze Haus sei diese Maschine. Die Texte auf den Glaswänden seien in lateinischer Schrift verfasste Bannsprüche, die Geister zurückhalten. Die Maschine transformiere die Energie der Geister, um das Ocularis Infernum (Auge der Hölle) zu öffnen.
Arthur erfährt zu seinem Entsetzen, es handle sich bei einem der Geister um seine verstorbene Ehefrau. Cyrus benötige zudem einen 13. Geist – dafür sei Arthur vorgesehen.
Während des Gesprächs verschwindet auch Kathy, und wiederum greifen die Geister an. Dennis Rafkin rettet Arthur das Leben, er selbst wird jedoch getötet. Unvermittelt erscheint der verstorben geglaubte Cyrus Kriticos. Er hatte den eigenen Tod lediglich vorgetäuscht und wartet jetzt darauf, dass Arthur stirbt. Dessen Seele benötigt er, um das Auge der Hölle endgültig öffnen zu können. Kalina Oretzia stellt sich indes als Cyrus‘ heimliche Geliebte heraus, sie hat alles für ihn vorbereitet. Dennoch wird sie von Cyrus in eine Falle gelockt und getötet.
Arthur findet Bobby und Kathy, die auf einer schmalen Plattform niederknien; die beiden werden von riesigen, beweglichen Klingen umschwirrt. In seiner Verzweiflung springt er zu seinen Kindern und legt schützend die Arme um sie.
Das Kindermädchen Maggie entdeckt eine Art Steuerkonsole sowie ein Tonband, von welchem die Bannsprüche stammen. Sie drückt wahllos Knöpfe und reißt das Band heraus, woraufhin die Mechanik außer Kontrolle gerät und die Bannsprüche verstummen. Die Geister stürzen sich auf Cyrus Kriticos und töten ihn. Als die Mechanik kollabiert, kommen auch die rotierenden Klingen zum Stillstand. Arthur kann sich mit seinen Kindern an einen sicheren Platz retten. Die Maschine wird zerstört, und die toten Seelen sind frei. Arthurs verstorbene Frau erscheint als strahlender Geist, bevor auch sie entschwindet.

## Produktion
Die Dreharbeiten begannen am 6. Oktober 2000 und endeten am 15. Dezember 2000. Gedreht wurde der Film komplett in Kanada.
Kinostart in den USA war am 26. Oktober 2001, in Deutschland am 17. Januar 2002.
Die Produktionskosten wurden auf rund 42 Millionen US-Dollar geschätzt. Der Film spielte in den Kinos weltweit rund 68 Millionen US-Dollar ein, davon rund 41 Millionen US-Dollar in den USA und rund 2,5 Millionen US-Dollar in Deutschland.
Die im Film verwendeten Brillen sind eine Referenz an die Vorlage Das unheimliche Erbe, der 1960 mit einer „Illusion-O“ genannten Technik in die Kinos kam: In dem Schwarz-Weiß-Film erschienen die Geister in einem blassen Blau. Die Zuseher bekamen Brillen mit einer roten und einer blauen Folie. Wenn man den Film durch die rote Folie sah, wurden die Bilder der Geister verstärkt – wenn man den Film durch die blaue Folie sah, verschwanden die Geister.

## Die Geister
Als der Film veröffentlicht wurde, konnte man Hintergrundinformationen zu den Geistern auf der offiziellen Seite nachlesen. Sie sind auch als Zusatzmaterial auf der DVD enthalten.
Die im Film erwähnten Geister sind:
1. Der erstgeborene Sohn (Mikhael Speidel):
Billy Michaels wurde als Kind beim Cowboy und Indianer spielen von einem Pfeil, der ihm jetzt aus der Stirn ragt, tödlich verletzt.
2. Der Torso (Daniel Wesley):
Jimmy Gambino war ein Spieler, der gewarnt wurde, sich nicht auf große Sachen einzulassen. Er verlor ein Pokerspiel gegen einen Verrückten, bei dem er seine nicht vorhandene Frau und Kinder verwettet hatte. Seinen Wetteinsatz konnte er nicht einlösen, was ihn später den Kopf kostete. Als Geist hat er keine Beine mehr und schiebt seinen abgetrennten Kopf immer vor sich her.
3. Die gebundene Frau (Laura Mennell):
Susan LeGrow war Cheerleaderin und eines der beliebtesten Mädchen an ihrer Schule. Sie war Ballkönigin auf dem Abschlussball, wo sie mit ihrem Freund Chet war. Auf der Party flirtete sie jedoch mit Billy Bob. Am nächsten Tag wurde die Leiche von Billy Bob gefunden und zwei Wochen später Susans Leiche, die unter der 50-Yardlinie des Footballfeldes begraben war. Als Geist ist sie ungefährlich, doch man hört sie aus dem Keller rufen, was die Menschen nach unten lockt.
4. Die verwelkte Liebende (Kathryn Anderson):
Jean Kriticos war Arthurs Frau, die bei dem Hausbrand vor einem halben Jahr schwer verletzt wurde und später im St. Luke’s Hospital an ihren Verletzungen starb. Als Geist trägt sie ein Krankenhaushemd und zieht einen Tropf mit sich.
5. Der zerrissene Prinz (Craig Olejnik):
Royce Clayton war 1953 auf seiner Schule der gefeierte Baseball-Star. In einer Nacht legte er sich mit einem Raser an und forderte ein Beschleunigungsrennen. Wegen einer durchgeschnittenen Bremsleitung konnte er nicht mehr bremsen und starb bei dem Rennen. Als Geist trägt er immer noch seine Baseballjacke und schlägt mit seinem Schläger auf Menschen ein.
6. Die zornige Prinzessin (Shawna Loyer):
Dana Newman war eine junge plastische Chirurgin und wunderschön, was sie selbst nicht so empfand. Sie wollte immer hübscher werden und versuchte sich sogar einmal selbst am Auge zu operieren, doch die OP scheiterte und Dana erblindete auf dem Auge. Später beging sie wegen ihrer Minderwertigkeitsgefühle in der Badewanne Selbstmord. Als Geist ist sie immer noch nackt und trägt das Messer, mit dem sie Selbstmord begangen hat, bei sich.
7. Die Pilgerin (Xantha Radley):
Isabella Smith lebte während der Kolonialzeit und war eine Außenseiterin. Als ein Viehsterben begann, wurde sie dafür verantwortlich gemacht und in eine Scheune eingesperrt, die angezündet wurde. Isabella konnte entkommen, wurde aber wieder gefasst und an den Pranger gestellt, wo sie auch starb. Als Geist trägt sie den Holzpranger und erschreckt die Menschen.
8. Das große Kind...
9. ...und die grässliche Mutter (C. Ernst Harth und Laurie Soper):
Harold und Margaret Shelburne lebten auf einem Jahrmarkt als Attraktion. Harold wurde sein ganzes Leben lang von seiner Mutter wie ein Kleinkind gefüttert. Als Margaret eines Tages entführt und ermordet wurde, rächte sich Harold an den Mördern, doch er starb, weil ihn niemand fütterte. Als Geist füttert Margaret Harold immer noch und er hat noch die Axt, mit der er die Mörder seiner Mutter getötet hat.
10. Der Hammer (Herbert Duncanson):
George Markley war ein Schmied am Anfang des 20. Jahrhunderts. Er wurde des Diebstahls bezichtigt und daraufhin wurden seine Frau und seine Tochter ermordet. George übte Rache, tötete die Mörder seiner Familie, aber wurde danach an einen Baum gehängt und ihm wurden Metallnägel durch den kompletten Körper getrieben. In seinem Fleisch als Geist stecken die großen Nägel und er schlägt mit seiner „Hammer-Faust“ auf seine Opfer ein.
11. Der Schakal (Shayne Wyler):
Ryan Kuhn wurde 1887 als Sohn einer Prostituierten geboren. Mit zunehmendem Alter wurde sein Appetit auf Frauen immer größer und er biss mehrere Prostituierte zu Tode. Nach den Morden ließ er sich in eine Klinik einweisen, wo er in eine Zwangsjacke gesteckt wurde, und bekam später einen Metallkäfig um den Kopf, da er an der Jacke kaute. Bei einem Brand in der Klinik wollte er freiwillig zurückbleiben und starb. Als Geist ist er so schnell und flink wie ein Raubtier und greift seine Opfer mit den abgebrochenen Fingernägeln an. Er ist das Zeichen des Höllenwinters. In einer Filmszene bezeichnet Hellseher Dennis Rafkin den Schakal als den Charlie Manson unter den Geistern.
12. Der Moloch (John DeSantis):
Horace „Breaker“ Mahoney wurde als Baby von seiner Mutter verstoßen und als Kind von den anderen wegen seiner Größe gemobbt. Er lebte mit seinem Vater auf dem Schrottplatz. Als sein Vater gestorben war, musste Horace alleine auf dem Schrottplatz leben, was ihn wahnsinnig machte. Er tötete Frauen und später auch Männer, zerriss sie und verfütterte die Stücke an seine Hunde. Die Polizei hatte einen Verdacht und verhaftete ihn, doch er zerstörte die Handschellen und tötete drei Polizisten. Das Swat-Kommando rückte an und schoss ca. 50 Kugeln in Horaces Körper. Als Geist trägt er seine zerrissene Kleidung und man sieht die Schusswunden. Er stemmt seine Opfer hoch und bricht ihnen alle Knochen.

## Synchronisation
Die Synchronisation erfolgte bei R.C. Production Rasema Cibic in Berlin nach einem Dialogbuch von Nadine Geist und unter der Regie von Joachim Tennstedt.
| Rolle           | Schauspieler      | Sprecher                 |
| --------------- | ----------------- | ------------------------ |
| Arthur Kriticos | Tony Shalhoub     | Frank-Otto Schenk        |
| Ben Moss        | JR Bourne         | David Nathan             |
| Bobby Kriticos  | Alec Roberts      | Lucas Mertens            |
| Jean Kriticos   | Kathryn Anderson  | Denise Gorzelanny        |
| Kalina          | Embeth Davidtz    | Claudia Urbschat-Mingues |
| Kathy Kriticos  | Shannon Elizabeth | Marie Bierstedt          |
| Maggie          | Rah Diggah        | Anke Reitzenstein        |
| Onkel Cyrus     | F. Murray Abraham | Joachim Kerzel           |
| Rafkin          | Matthew Lillard   | Dennis Schmidt-Foß       |

## Kritiken
„Visuell mitunter sehr drastischer, formal teilweise durchaus beachtlicher Horrorfilm, der seine Wirkung vor allem übers Dekor erzielt, aber an eklatanten Drehbuchschwächen und mangelhafter Charakterzeichnung krankt.“

„Die Filmemacher gefallen sich in der gezielten Qualitätsverweigerung, während das B-Picture-Flair der sechziger Jahre seine Renaissance erlebt. Bereits vor zwei Jahren brachte das Produzentengespann Joel Silver und Robert Zemeckis mit ‚Haunted Hill‘ das Remake eines William-Castle-Klassikers in die Kinos. Castle, ein klassischer Low-Budget-Regisseur, hat mit ‚Das unheimliche Erbe‘ auch die Vorlage zu ‚13 Geister‘ geliefert, die Silver und Zemeckis dem Effektspezialisten Steve Beck für sein Regiedebüt anvertrauten. Viel mehr als sein aufwendiges Set-Design konnte Beck jedoch nicht wirkungsvoll ins Bild rücken. Der plakative Retro-Stil allein hat noch keinen Unterhaltungswert.“

## Auszeichnungen
Der Film wurde für einen Saturn Award 2002 in der Kategorie Bester Horrorfilm nominiert. Insgesamt wurde der Film von 464.645 Besuchern im Kino in Deutschland gesehen.